# Queluzito
Queluzito là một đô thị thuộc bang Minas Gerais, Brasil. Đô thị này có diện tích 153,038 km², dân số năm 2007 là 1826 người, mật độ 12 người/km².